# Gora Soyukhbulak
Gora Soyukhbulak är ett berg i Armenien. Det ligger i den centrala delen av landet, 70 kilometer nordost om huvudstaden Jerevan. Toppen på Gora Soyukhbulak är 2 658 meter över havet, eller 4 meter över den omgivande terrängen. Bredden vid basen är 0,09 km.
Terrängen runt Gora Soyukhbulak är varierad. Närmaste större samhälle är Sevan, 13,5 kilometer sydväst om Gora Soyukhbulak. 
Runt Gora Soyukhbulak är det ganska tätbefolkat, med 72 invånare per kvadratkilometer.